# Quinlan (Texas)
Quinlan è un centro abitato degli Stati Uniti d'America situato nella contea di Hunt dello Stato del Texas.
La popolazione era di 1.394 persone al censimento del 2010. Fa parte della Dallas-Fort Worth Metroplex.

## Geografia fisica
Quinlan è situata a 32°54′32″N 96°07′58″W (32.908859, -96.132742).
Secondo lo United States Census Bureau, ha un'area totale di 1,2 miglia quadrate (3.2 km²).

## Società

### Evoluzione demografica
Secondo il censimento del 2000, c'erano 1.370 persone, 558 nuclei familiari e 364 famiglie residenti nella città. La densità di popolazione era di 1.098,0 persone per miglio quadrato (423,2/km²). C'erano 617 unità abitative a una densità media di 494,5 per miglio quadrato (190,6/km²). La composizione etnica della città era formata dal 95,04% di bianchi, lo 0,66% di afroamericani, lo 0,58% di nativi americani, lo 0,29% di asiatici, il 2,34% di altre razze, e l'1,09% di due o più etnie. Ispanici o latinos di qualunque razza erano il 5,18% della popolazione.
C'erano 558 nuclei familiari di cui il 32,6% aveva figli di età inferiore ai 18 anni, il 45,5% aveva coppie sposate conviventi, il 15,8% aveva un capofamiglia femmina senza marito, e il 34,6% erano non-famiglie. Il 30,6% di tutti i nuclei familiari erano individuali e il 15,6% aveva componenti con un'età di 65 anni o più che vivevano da soli. Il numero di componenti medio di un nucleo familiare era di 2,46 e quello di una famiglia era di 3,07.
La popolazione era composta dal 27,2% di persone sotto i 18 anni, il 9,3% di persone dai 18 ai 24 anni, il 25,9% di persone dai 25 ai 44 anni, il 21,7% di persone dai 45 ai 64 anni, e il 15,8% di persone di 65 anni o più. L'età media era di 36 anni. Per ogni 100 femmine c'erano 84,6 maschi. Per ogni 100 femmine dai 18 anni in giù, c'erano 80,3 maschi.
Il reddito medio di un nucleo familiare era di 28.472 dollari e quello di una famiglia era di 36.635 dollari. I maschi avevano un reddito medio di 34.688 dollari contro i 21.190 dollari delle femmine. Il reddito pro capite era di 16.122 dollari. Circa l'8,3% delle famiglie e il 12,4% della popolazione erano sotto la soglia di povertà, incluso il 14,9% di persone sotto i 18 anni e l'11,7% di persone di 65 anni o più.